# Trois-Ponts
Pour les articles homonymes, voir Trois-Ponts (homonymie).
Trois-Ponts (prononcer [tʁwapɔ̃] ; en wallon Treûs-Ponts, en allemand Dreibrücken) est une commune francophone de Belgique située en Région wallonne dans le sud de la province de Liège.
Selon une enquête réalisée par Moustique établissant un classement des localités où il fait « le mieux vivre » en Wallonie et à Bruxelles sur base d'un certain nombre de critères comme l'économie, la sécurité, l'environnement, l'efficacité des services communaux ou encore la cohésion sociale, la commune est arrivée en première position grâce à ses bons résultats en matière de qualité de ses services publics (7e), d'environnement (8e) et de santé (15e).

## Toponymie
Le village doit son nom au fait qu'on y trouve trois ponts qui enjambent trois cours d'eau différents : le premier sur l'Amblève, le second sur la Salm et le troisième sur le Baleur.

## Géographie

### Description de la commune
La commune de Trois-Ponts étend son territoire essentiellement boisé d'ouest en est depuis Haute-Bodeux jusqu'à Logbiermé. Elle se trouve en Ardenne et est parcourue par de nombreux cours d'eau creusant le relief de profondes vallées aux côtes pentues comme la côte de Wanne gravie lors de la course cycliste Liège-Bastogne-Liège. La Salm traverse la commune du sud au nord avant de se jeter dans l'Amblève qui marque la limite nord de la commune. En aval, se trouve le village de Coo et sa célèbre cascade et les bassins inférieurs et supérieurs de la centrale hydro-électrique. La cascade elle-même ainsi que le village, se trouvent sur le territoire de Stavelot, mais les bassins supérieurs de la centrale font partie du territoire de Trois-Ponts.
| Stoumont |             | Stavelot   |
|          | Trois-Ponts | Saint-Vith |
| Lierneux | Vielsalm    |            |

### Description du village

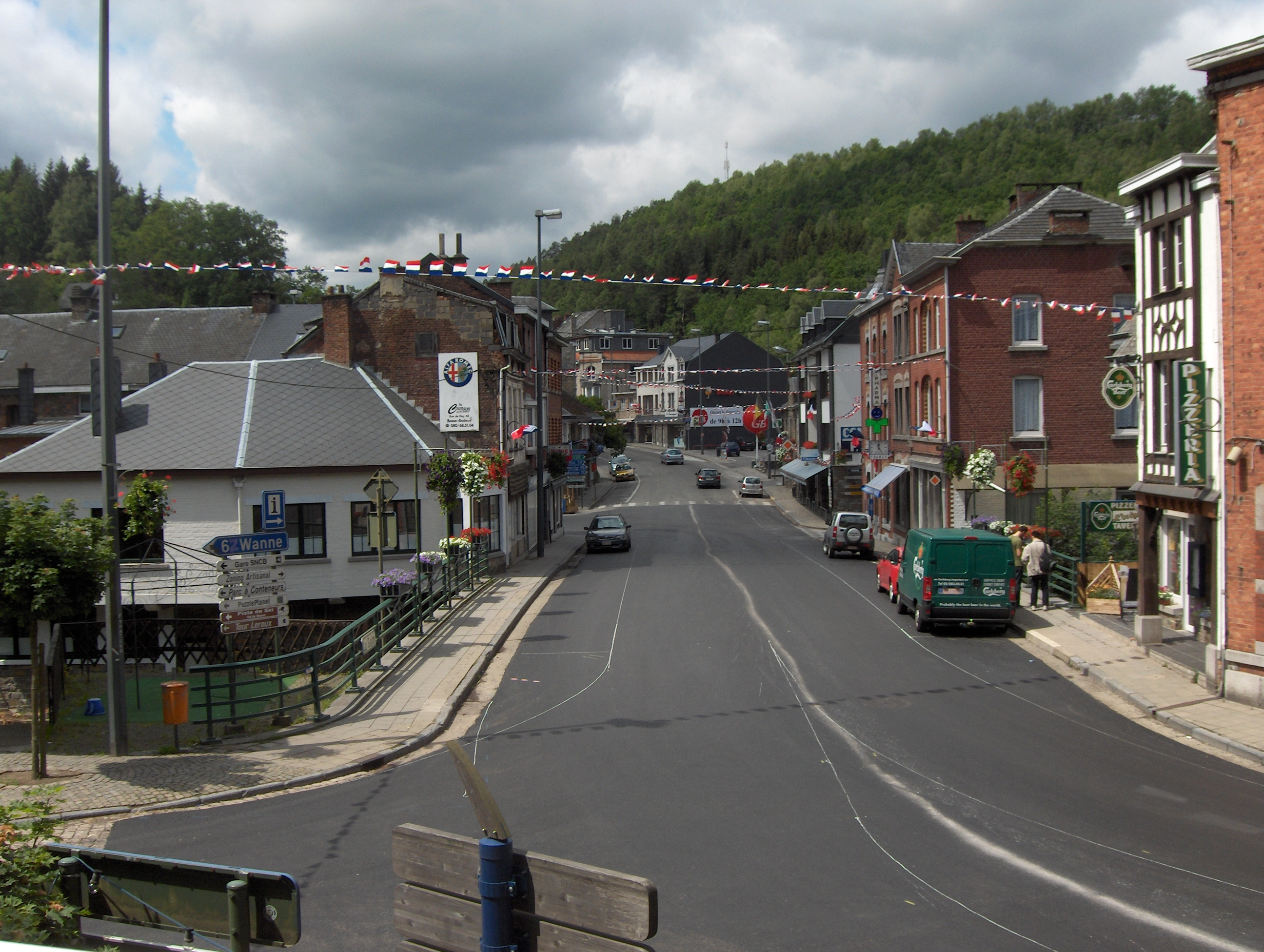
Le centre de Trois-Ponts.

Le village de Trois-Ponts se situe au confluent du Baleur, de la Salm et de l'Amblève. Simple hameau de la commune de Fosse jusqu'à 1970, Trois-Ponts, par son développement, devient une commune à ce moment. Ce village se trouve en réalité à un carrefour routier entre les routes nationales 68 menant à Stavelot et à Vielsalm, 66 conduisant à Huy et 633 vers Aywaille. Quant à la gare de Trois-Ponts, en service depuis 1867 sur la ligne 42 de Rivage à Gouvy-frontière, elle était une gare de bifurcation, aboutissement de la ligne 45, de Waimes à Trois-Ponts (ligne 45 désaffectée en 2006). Trois-Ponts compte aujourd'hui de nombreux commerces, cafés et restaurants.

### Géologie
On trouve du poudingue dit de Malmedy principalement à Basse-Bodeux et un peu à Trois-Ponts. C'est un conglomérat qui est probablement d'âge Carbonifère supérieur ou Permien. Cette formation reste sur les roches fortement plissées et métamophisées du Paléozoïque inférieur du Massif de Stavelot.

### Sources
La commune abrite différentes sources dont un pouhon, situé entre le petit hameau de Henri-Moulin et Trois-Ponts.

### Sections de commune
| # | Nom          | Superf. (km²) | Habitants (2020) | Habitants par km² | Code INS |
| - | ------------ | ------------- | ---------------- | ----------------- | -------- |
| 1 | Fosse        | 17,22         | 1.336            | 78                | 63086A   |
| 2 | Wanne        | 34,60         | 759              | 22                | 63086B   |
| 3 | Basse-Bodeux | 17,02         | 458              | 27                | 63086C   |

### Villages et hameaux
- Basse-Bodeux: Haute-Bodeux, La Vaux.
- Fosse-sur-Salm: Bergeval, Brume, Fosse, Henri-Moulin, Mont-de-Fosse, Rochelinval, Saint-Jacques,Trois-Ponts.
- Wanne: Aisomont, Hénumont, Lavaux, Logbiermé, Neuville, Spineux, Wanneranval.

## Démographie

### Démographie: Commune fusionnée
En tenant compte des anciennes communes entraînées dans la fusion de communes de 1977, on peut dresser l'évolution suivante:
Les chiffres des années 1831 à 1970 tiennent compte des chiffres des anciennes communes fusionnées.
- Source: DGS , de 1831 à 1981=recensements population; à partir de 1990 = nombre d'habitants chaque 1 janvier[4]

## Histoire
- Des Celtes ont probablement vécu à Logbiermé.
- 1105 : citation de Wanne sous le nom de « Ones ».
- Moyen Âge : foire de Saint-Jacques.
- Ancien Régime : Cour de basse justice (justice seigneuriale) à Bergeval.
- XVIe siècle : moulin de Henri-Moulin.
- Un relais de poste existe à Trois-Ponts dès le XVIIIe siècle.
- Jusqu'en 1860, Trois-Ponts est un simple hameau de la commune de Fosse-sur-Salm[5].
- Milieu du XIXe siècle : Trois-Ponts devient chef-lieu[5].
- 1861 : décision de construire la gare de Trois-Ponts[6].
- 1863 : construction du moulin Crismer.
- 1898 : rattachement du hameau de Brume à Trois-Ponts[5].
- Décembre 1944/janvier 1945 : bataille des Ardennes[6].
- 1970 : fusion de communes de Fosse-sur-Salm et de Wanne pour former celle de Trois-Ponts[6].
- 1975 : nouvelle fusion des communes de Trois-Ponts et de Basse-Bodeux[6].

## Héraldique
|  | La commune possède des armoiries qui ne semblent pas lui avoir été officiellement octroyées. Elles sont basées sur le sceau de Fosse connu depuis 1709. Ce sceau montre Saint Jacques, le saint patron de Fosse. Blasonnement : D'azur au saint Jacques le Majeur accosté de deux coquilles, posées au niveau des genoux, le tout d'argent. Source du blasonnement : Heraldy of the World. |

## Politique et administrasion

### Collège et conseil communal 2024-2030
| Collège communal   |                    |                     |
| ------------------ | ------------------ | ------------------- |
| Bourgmestre        | Claude Legrand     | MR - Oser!          |
| 1er Échevin        | Florent Legrand    | Oser!               |
| 2e Échevine        | Jessica Karacostas | Oser!               |
| 3e Échevine        | Marie Bertimes     | Oser!               |
| Présidente du CPAS | Victorine Margrève | Les Engagés - Oser! |

## Patrimoine et culture

### Patrimoine architectural
- Église de Trois-Ponts : construction en 1910-1911[8].
- Église de Basse-Bodeux : attestée en 1131; reconstruite au XVIIIe siècle[9].
- Église de Wanne : origine VIIe siècle ; tour du XIIe siècle[10].
- Église de Saint-Jacques: origine VIIIe siècle ; reconstruction en 1962-1964[11].
- Chapelle de Brume: origine XVIIIe siècle[12].
- Château de Wanne : construction avant 1712[13] ; accroissement important en 1712[14].
- Château de Haute-Bodeux : construction en 1661[9].
- Une fermette classée se trouve à Haute-Bodeux au no 152.
- Le site formé par le ruisseau du Noir Rû et ses abords est également classé.
- Le patrimoine immobilier classé.

## Économie
Trois-Ponts doit son développement à la venue du chemin de fer en 1867.
- 1866-1867 : construction de la ligne Spa-Luxembourg (Jonction grand-ducale) par la Société des chemins de fer Guillaume-Luxembourg
- 1890 : achèvement de la ligne de l'Amblève.
- 1914 : achèvement de la ligne vers Malmedy.

Après cinq années de travaux, la centrale hydroélectrique de Coo-Trois-Ponts a été mise en service en 1970.
Une zone d'activité économique industrielle de 115,116 m2 se situe à Henri-Moulin à proximité de la route N66.

### Transports publics
Gare ferroviaire SNCB de la ligne 42, Rivage-Gouvy.
Au départ de la gare de Trois-Ponts des lignes de bus desservent la région en direction de Wanne, Lierneux, Gouvy, Esneux, Verviers et Manderfeld.

### Tourisme
Centre touristique, traversé par le GR5 reliant la ville de Berg-op-Zoom aux Pays-Bas à la ville de Nice en France, situé dans un environnement rural et forestier de grande qualité :
- Lac supérieur de la centrale de Coo-Trois-Ponts.
- Piscine couverte et extérieure.
- Musée « Maison vivante du temps qui passe ».
- Centre culturel.
- Hébergement varié.
- Restaurants.
- Route des sommets Lienne-Amblève.
- Route des fontaines
- Ravel Trois-Ponts/Waimes.
- 4 belvédères dont la Tour Leroux.
- VTT, promenades pédestres et à dos d'âne.
- Labyrinthe en bois.
- Barbecue.
- Activités sportives.
- Festivités.
- Curiosités.

## Photographies

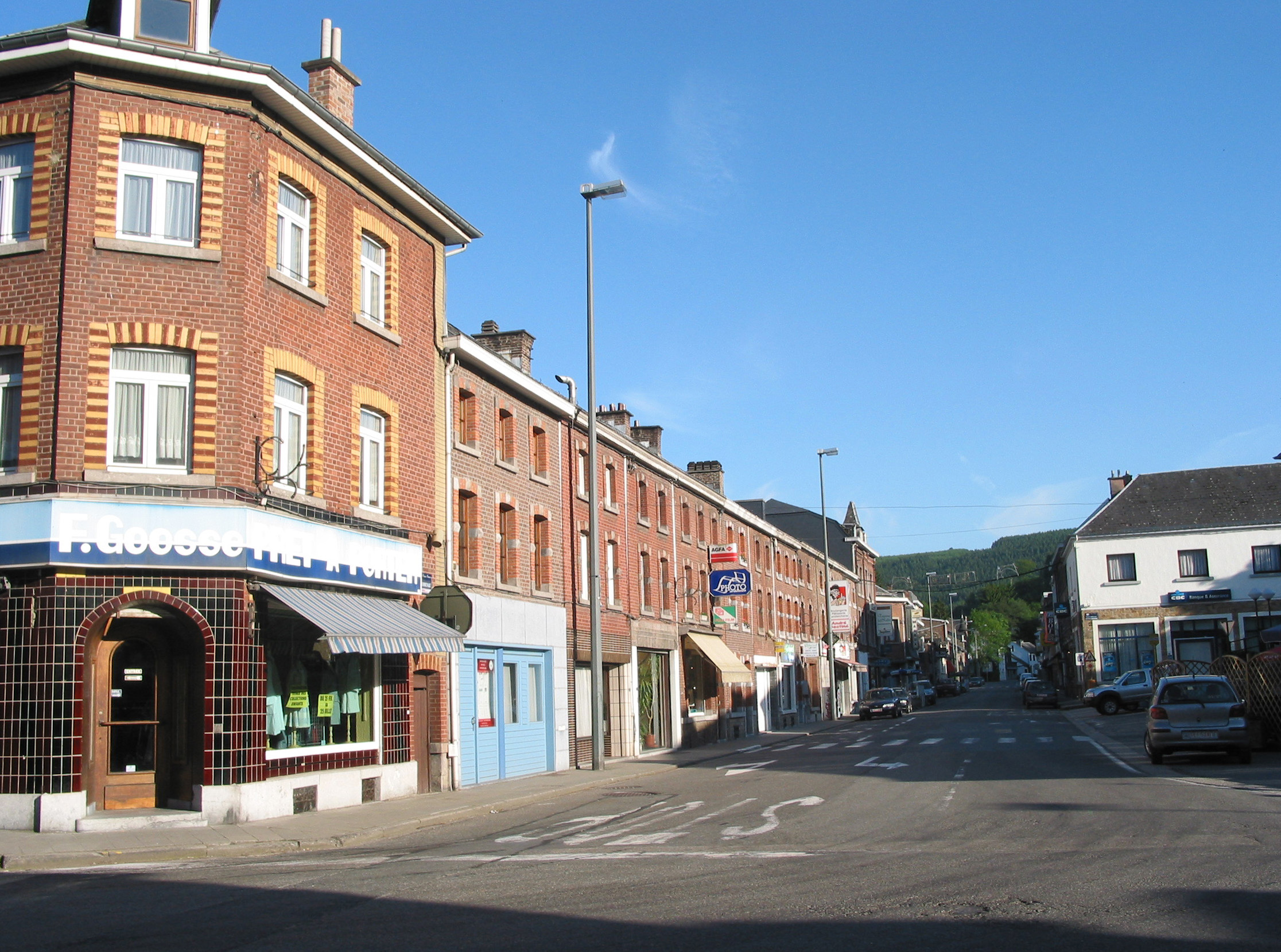
L'avenue de la Salm.
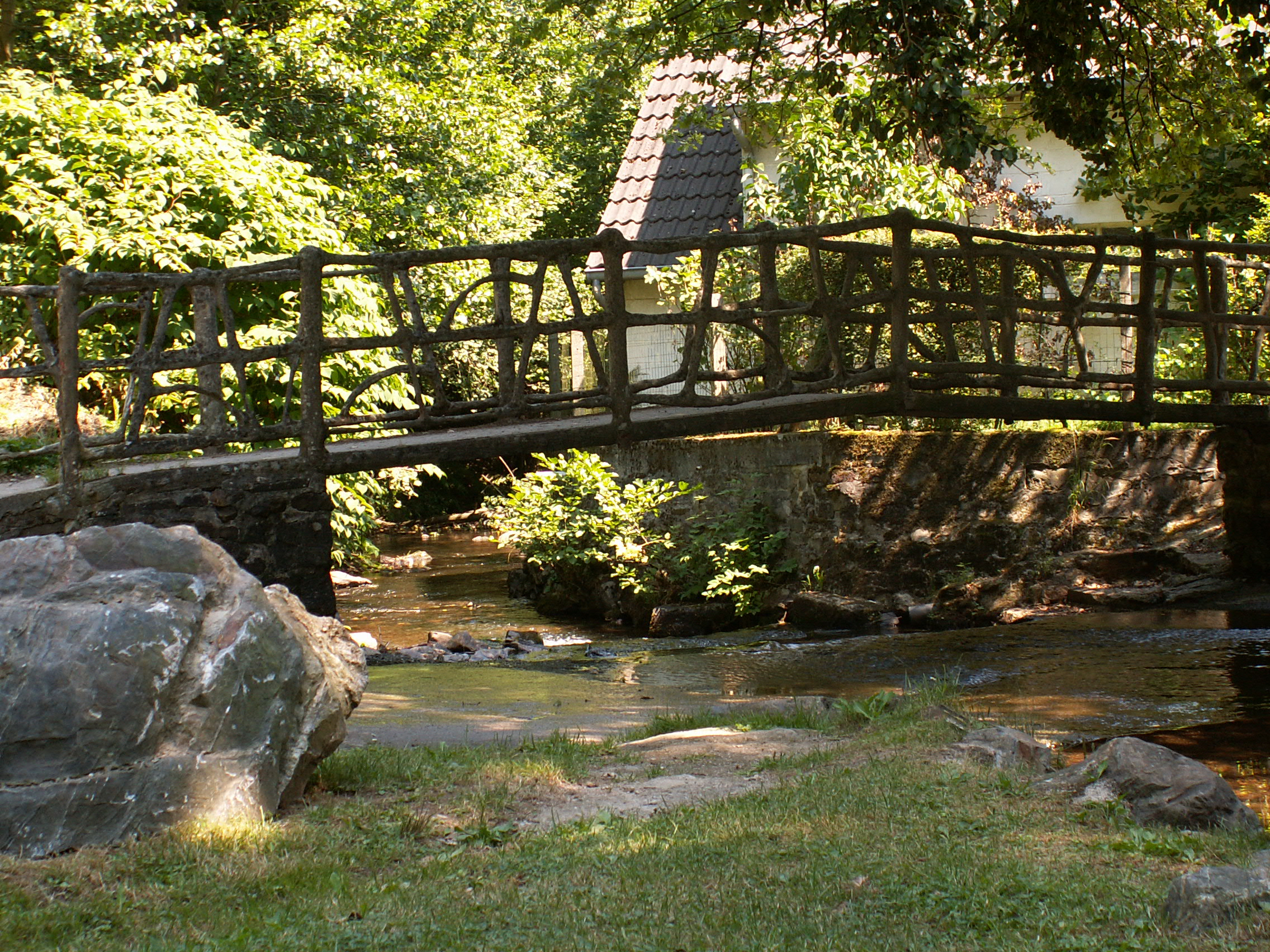
Le Pont des Soupirs sur le Baleur.
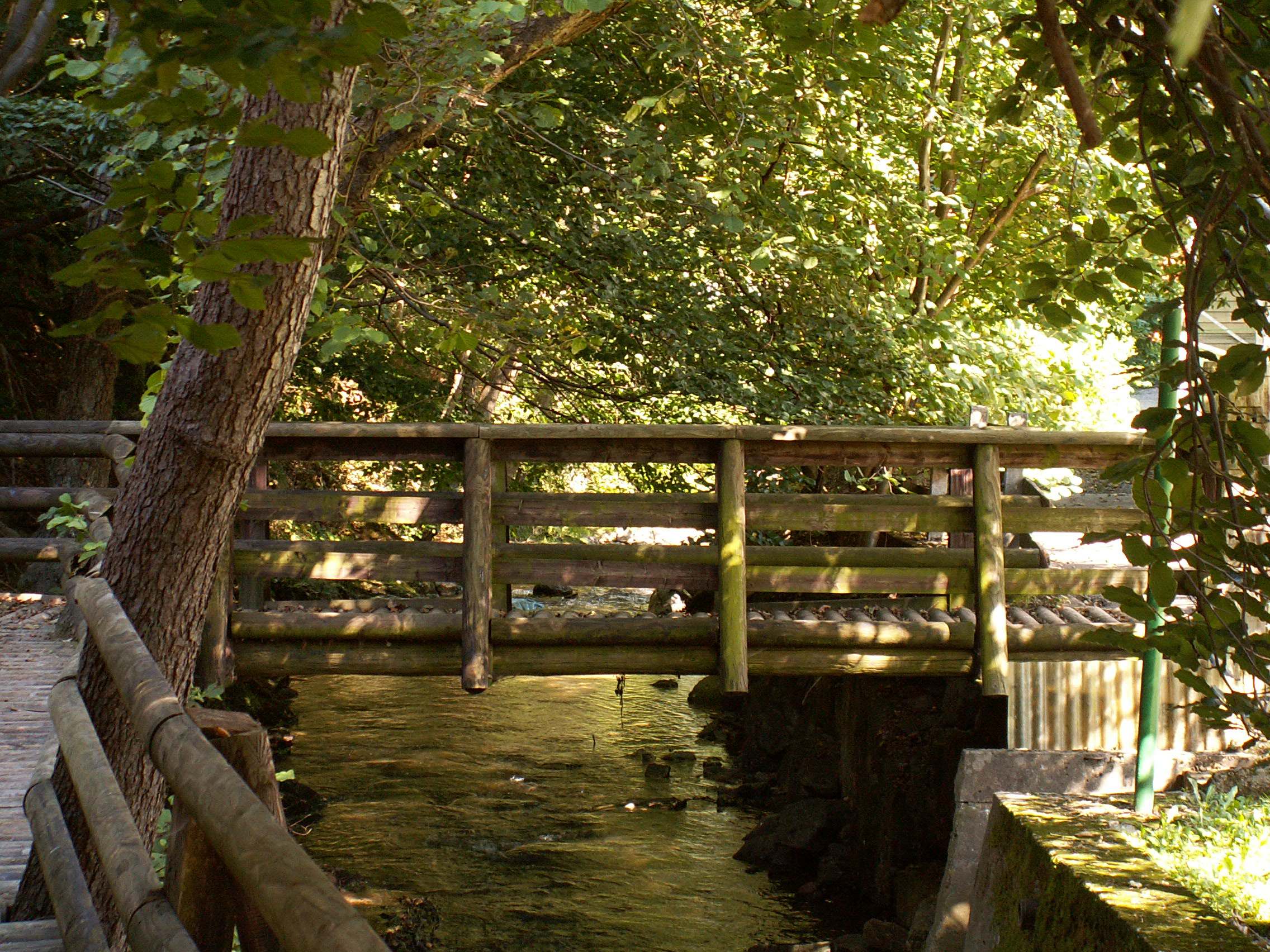
Petit pont sur le Baleur.